# Vlag van Blerick

Dorpsvlag van Blerick (sinds 1990)

De vlag van Blerick is de dorpsvlag van het Nederlandse dorp Blerick. Omdat de vlag niet bij het vlaggenregister van de Hoge Raad van Adel staat geregistreerd, is zij niet officieel erkend.
De vlag bestaat uit twee horizontale banen, waarvan de bovenste baan geel van kleur is en de onderste baan blauw. Aan de buitenzijde, dus aan de overzijde van de vlaggenmast, is een afbeelding van een gevleugeld hert in zwart in een wit wapen. De vlag is in gebruik sinds 1990.

## Geschiedenis

Vlag van Maasbree, met de kleuren van het wapen van Maasbree

Tot 1940 viel Blerick onder de gemeente Maasbree, daarna onder Venlo. Pas in 1990 is er een eigen dorpsvlag ontwikkeld, waarbij gebruik is gemaakt van de kleuren van de gemeente Maasbree.

### Maasbree
De vlag van de gemeente Maasbree is in 1962 vastgesteld. Deze vlag is dus nooit van toepassing geweest op Blerick, dat immers sinds 1940 geen deel meer uitmaakte van de gemeente.
De vlagkleuren van Maasbree zijn voortgekomen uit het 19e-eeuwse wapen van Maasbree: geel, rood en blauw. Dit wapen was tot 1940 ook van toepassing op Blerick. Het voorstel van de de Friese vlaggendeskundige Klaes Sierksma om het Blericks hert op de nieuwe vlag van Maasbree af te beelden, werd door de gemeente afgewezen.

### De huidige vlag
In 1990 werd door een Blericks comité een herdenkingsfeest georganiseerd, waarbij werd herdacht dat vijftig jaar eerder aansluiting bij Venlo werd gerealiseerd. Tijdens dat feest werd een eigen Blerickse vlag gepresenteerd, die werd ontworpen door H. Langenkamp. Daarbij is de vlag verdeeld in twee horizontale banen, waarbij de bovenste is uitgevoerd in geel of goud, en de onderste baan in blauw. Deze kleuren komen overeen met de vlag van Maasbree. Tegenover de mastzijde is een wit schild weergegeven waarin het Blericks gevleugeld hert is afgebeeld.